# Dryobotodes taurica
Dryobotodes taurica är en fjärilsart som beskrevs av Ludwig Osthelder 1933. Dryobotodes taurica ingår i släktet Dryobotodes och familjen nattflyn. Inga underarter finns listade i Catalogue of Life.